# Historia de Villena

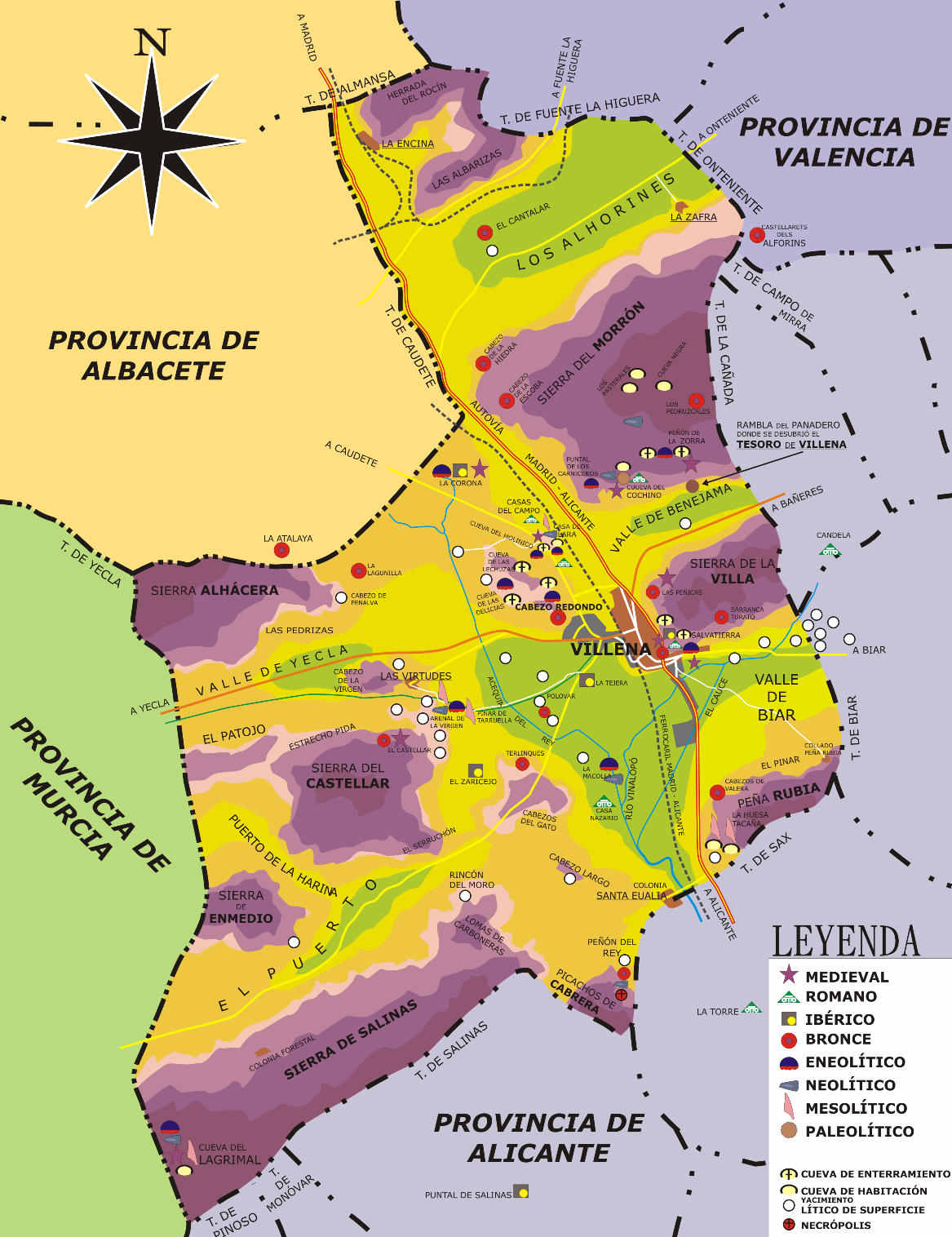
Mapa del término de Villena que muestra los vestigios arqueológicos hallados en él.

La historia de Villena (provincia de Alicante, España) se remonta al Paleolítico medio, período en el cual se han hallado los testimonios de presencia humana más antiguos. Está discutido si la ciudad actual data de época visigoda o anterior, aunque con total seguridad existía en el siglo XI, durante el período árabe. Tras la conquista cristiana, pasa a ser señorío, principado, ducado y finalmente marquesado, hasta que el pueblo, alentado por los Reyes Católicos, se rebela contra el marqués. En 1525 Carlos V le concede el título de ciudad. Este es el momento de mayor prosperidad económica, como muestran los monumentos que han llegado hasta la actualidad. A partir del siglo XVI se abre un periodo de tranquilidad, solo roto por las guerras en que se verá envuelta esta zona de España. Pese a que en 1858 se inauguró una estación de ferrocarril, la economía siguió siendo esencialmente agrícola hasta el éxodo rural de los años 60. A partir de entonces, el modelo económico cambió rápidamente y en la actualidad la economía se basa principalmente en el sector servicios y la industria, destacando las del calzado, la construcción y los muebles.

## Prehistoria

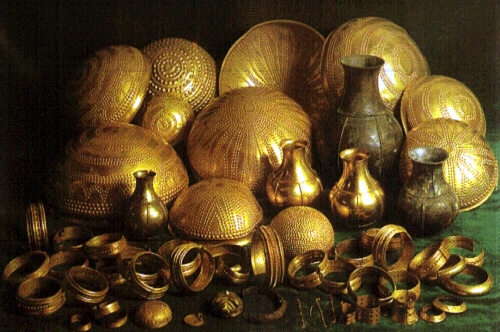
El Tesoro de Villena está formado por 59 objetos de oro, plata, hierro y ámbar que totalizan un peso de casi 10 kilos y está datado alrededor del año 1000 a. C. Se descubrió en 1963 en una rambla cercana a Villena, y se trata con mucha seguridad una ocultación, quizás de un reyezuelo del Cabezo Redondo. El conjunto lo componen brazaletes, cuencos, frascos y otros pequeños objetos. Los brazaletes se llevaron puestos, dado están desgastados por el uso, pero no se sabe si la vajilla fue de uso cotidiano, ritual o votivo. Si bien su autor pudo ser local, dada su similitud con el tesorillo del Cabezo Redondo, no hay acuerdo respecto a este punto.

Los vestigios más antiguos hallados en el término municipal de Villena se remontan al Paleolítico Medio, hace aproximadamente 50 000 años. Los hallazgos más antiguos se encontraron en la cueva del Cochino (al sur de la Sierra del Morrón) y consistían en instrumentos de pedernal propios de una economía de cazadores-recolectores de época musteriense. La continuación del proceso humano se halla en el paraje de la Huesa Tacaña (al oeste de la Peña Rubia), donde se hallaron numerosos instrumentos de sílex pertenecientes a la cultura gravetiense, que procedían seguramente del oriente mediterráneo, aunque sus piezas señalan contactos con el norte de Europa. La evolución cultural es fácilmente observable en la cueva del Lagrimal (situada en los escarpes de un barranco de la sierra de Salinas), cuyos niveles inferiores muestran la influencia gravetiense mientras que en los intermedios (a partir del 8000 a. C.) aparecen restos mesolíticos que incluyen la cerámica y las hachas de piedra pulimentada, indicios de la llegada de la revolución neolítica. Importantes restos de este tipo se hallaron en la Casa de Lara, representante del poblamiento neolítico en llanura.
Los vestigios neolíticos inundan toda la comarca y apenas hay un lugar propicio para el cultivo o la ganadería donde no se puedan hallar. En la década de 1960, ya eran más de 30 los yacimientos neolíticos hallados en la comarca, localizados en casi todas las cuevas habitables, en las terrazas del Vinalopó, a orillas de la antigua laguna de Villena y en los marjales que entonces abundaban en el área. Lo amplio de los contextos en que se han encontrado demuestra que el neolítico no es, al menos en parte, una cultura de cuevas, ya que casi la totalidad de la cerámica cardial se ha localizado fuera de las mismas. Sin embargo, el neolítico tal cual fue corto y en los estratos considerados eneolíticos ya se encuentran sencillos objetos metálicos, como en los niveles superiores de la cueva del Lagrimal.
Estos instrumentos caracterizan la llegada de la Edad del Bronce, cuyos asentamientos ya no se encuentran en llanuras abiertas como la Casa de Lara sino en estratégicas alturas fácilmente defendibles, como en el caso de Terlinques. Las cuevas que hasta entonces habían sido lugar de habitación, empezaron a reservarse para fines sepulcrales. Si bien se han hallado más de 20 yacimientos del Bronce en la comarca, destaca, por la definitiva irrupción del urbanismo, una de las principales ciudades del Mediterráneo occidental: el Cabezo Redondo, que constituye la frontera entre la cultura argárica y el bronce valenciano. El desarrollo alcanzado en esta etapa le ha otorgado a Villena un lugar privilegiado en este periodo de la historia, ya que a esta cultura pertenece el conjunto conocido como Tesoro de Villena, el tesoro de vajilla áurea más importante de España, y el segundo de Europa, solo superado por el de las Tumbas Reales de Micenas (Grecia).

## Antigüedad
Tras la Edad del Bronce se produjo en la zona un derrumbe poblacional cuya recuperación no tuvo lugar hasta la Edad Moderna. No obstante, la continuidad del proceso humano está constatada por la presencia de yacimientos ibéricos, que tuvieron asentamientos en el puntal de Salinas, el Zaricejo y la sierra de la Villa, donde ahora están los restos del castillo de Salvatierra. Sin embargo, dichos asentamientos, junto con otros cercanos, no fueron en realidad más que pequeños poblados no mucho mayores que una aldea. También los celtas dejaron su huella en la necrópolis de incineración del Peñón del Rey (en los Picachos de Cabrera).
Aunque no se ha encontrado ningún núcleo de población estable durante la época romana, sí que han aparecido restos de al menos cuatro villas repartidas por todo el término. Se cree que la población cayó en toda el área, ya que en un territorio de unos 40 km a la redonda los poblados ibéricos se destruyeron o abandonaron y no se sustituyeron por ninguna ciudad, sino que los habitantes se distribuyeron en explotaciones agrícolas. La villa de Candela (entre Cañada y Biar) es el yacimiento más importante, con más de 4000 m² de extensión. Los otros son Casa de Nazario (a los pies de la Peña Rubia), La Torre (entre Sax y Villena, en el camino a Castalla) y Casas del Campo (cerca de Caudete). Estas villas son pocas en número y de un tamaño no muy grande ya que estaban situadas en la zona más alejada de la urbe de la zona, que era Ilici. A estos yacimientos hay que añadir hallazgos monetarios y cerámicos, así como restos de centuriación (división de la tierra en lotes), que demuestran que la romanización fue intensa en la zona, sobre todo debido a que por el valle del Vinalopó circulaba la Vía Augusta, de la que quedan trincheras en el término que dan constancia de su paso. Prueba de la importancia de esta vía en el proceso es que la zona más intensamente romanizada es la que hoy día recibe el nombre de la Losilla, topónimo que el arqueólogo Miquel Tarradell relaciona con las losas de la calzada romana, como ocurre en otros puntos de España (Llosa de Ranes, Llosa de la Plana, Losa del Obispo, etc.). Si bien estas villas sufrieron en cierto modo la gran conmoción del siglo III, tuvieron un periodo de florecimiento durante los siglos IV y V, lo que no se corresponde con las terroríficas descripciones de la época que nos brindan Hidacio y Osorio.

## Edad Media

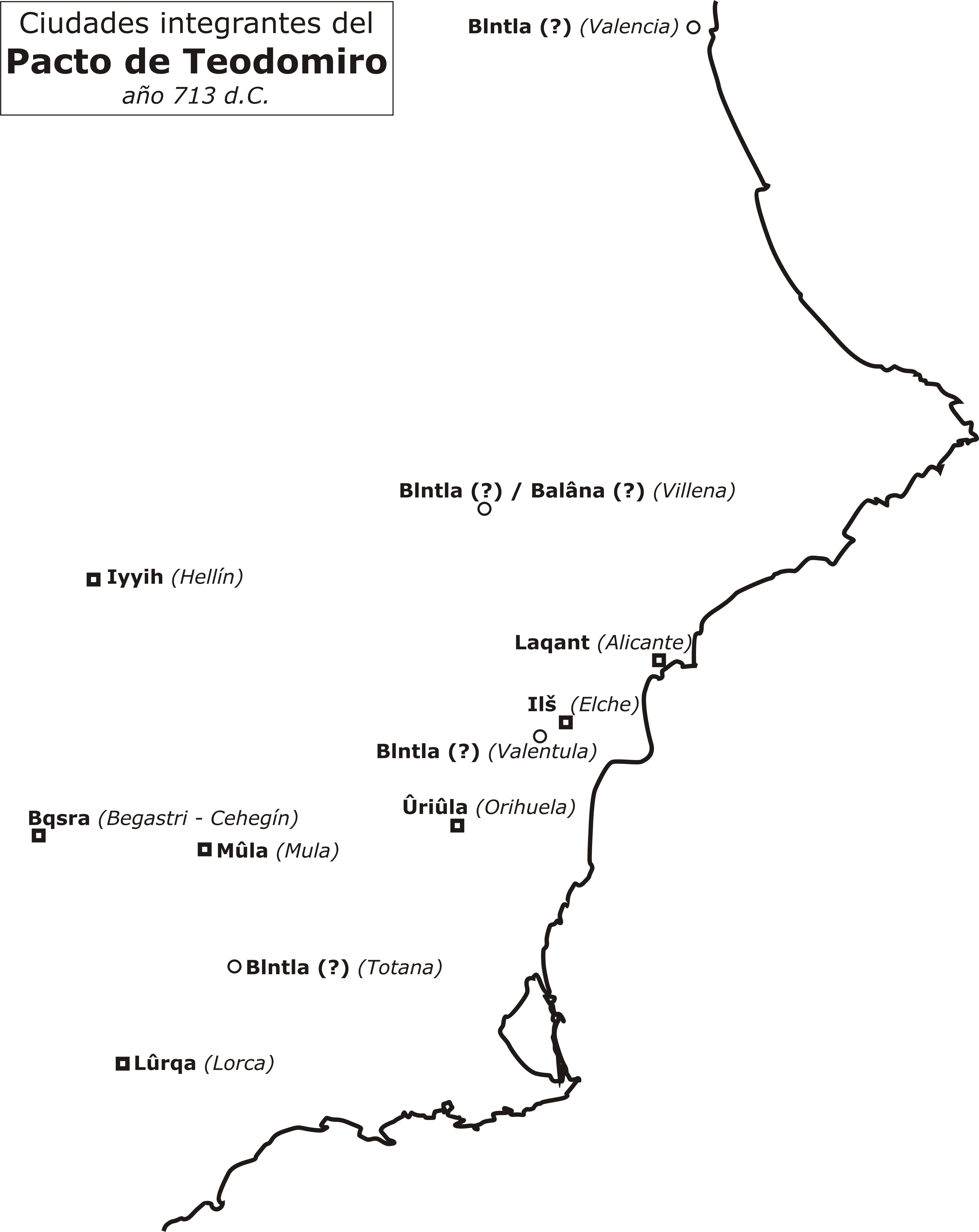
Ciudades integrantes del pacto de Teodomiro realizado en 713, una de las cuales pudo ser Villena.

Durante la dominación visigoda, la comarca de Villena formó parte de una provincia que se correspondía aproximadamente con la antigua Cartaginense. Cuando los musulmanes invadieron la península ibérica en 711 se encontraron con un duque visigodo llamado Teodomiro, que dominaba una amplia comarca que tenía por centro la ciudad de Orihuela. Esta zona llevaba muy poco tiempo sometida a la ocupación visigoda, que no había sido bien acogida por la comunidad rural hispanorromana, que era mucho más abundante que la de las ciudades. Tras la conversión de Recaredo, los godos eran oficialmente católicos, pero en esto, como en todo, había una disociación entre el campo y la ciudad, y la cristianización solo tuvo lugar en las áreas urbanas. El campo no se cristianizó, ni tampoco la masa general de los hispanorromanos, dado que en las villas romanas de la zona no se ha hallado ni un solo objeto con símbolos cristianos y quedan abundantes testimonios del culto pagano aún después del edicto de Teodosio. Aunque no se tiene total seguridad, se supone que Teodomiro fue fiel a la causa de Rodrigo, y por tanto asistiría a la batalla de Guadalete, volviendo luego a defender su región antes de la llegada de los árabes.

### El origen de la ciudad
Bucear en los orígenes de la ciudad es complejo. Se ha afirmado con frecuencia que la ciudad se llamó antiguamente Bilumen, Bilille, Túrbula, Arbacala, Vacasora, Bilesetona, Bechira, Bilbilis, Adello, Ello, Vigerra, etc. La teoría más extendida durante un tiempo fue la de Vigerra (o Bigerra), lo cual explica el gentilicio vigerrense que se sigue dando erróneamente en algunos diccionarios. Dejando aparte estas hipótesis, con más o menos fundamento, se suele considerar que la primera noticia que se tiene de Villena como núcleo de población estable en su localización actual es la del tratado de los musulmanes con Teodomiro en el año 713. Por este tratado los musulmanes no se apoderaron de ninguna propiedad por derecho de conquista, quedando toda la población en posesión de sus bienes. En él se nombra, entre otras, la ciudad de بلنتلة Blntla o su variante بلنتية Blntya, que con la ausencia de vocales escritas propia de la escritura árabe, ha sido identificada por algunos investigadores con Villena, aunque otros la relacionan con Valencia, Valentula (Elche) u otras localizaciones, sobre todo debido a la ausencia casi total de restos de habitación estable tardorromanos o visigodos en tierras de Villena. El primer testimonio que con total seguridad se refiere a Villena es un documento del siglo XI en el que se menciona بليانة Bilyāna, nombre que dio lugar al actual en boca de los repobladores cristianos (en su mayoría aragoneses) durante la Reconquista. Debido a esta escasez de datos y a que las excavaciones arqueológicas no han sido concluyentes, han aparecido diferentes teorías sobre el momento y el modo en que surgiría el núcleo primitivo de la ciudad. Se ha descartado que el núcleo existiera en época romana, pero hay teorías que apuntan a que podría haberse conformado a partir de una villa romana que se hallaría en el lugar del actual castillo de la Atalaya, aunque la arqueología no ha arrojado luz sobre este punto. Las teorías más aceptadas afirman que, o bien el núcleo apareció en los últimos periodos de la época visigoda o bien se conformó a partir de la conquista árabe. En cuanto a su localización, se cree que el núcleo árabe más antiguo se encontraba en la zona del actual barrio del Rabal que se extiende al oeste de la iglesia de Santa María, bajo cuyo solar debió situarse la mezquita. Esta idea se refuerza por los hallazgos de viviendas de labranza del siglo XII y XIII que se han descubierto en diversos puntos alrededor de la iglesia de Santiago, que fue el centro de la ciudad cristiana, lo cual parece indicar la existencia de un asentamiento rural situado unos 200 metros al norte del casco principal.

### Período musulmán

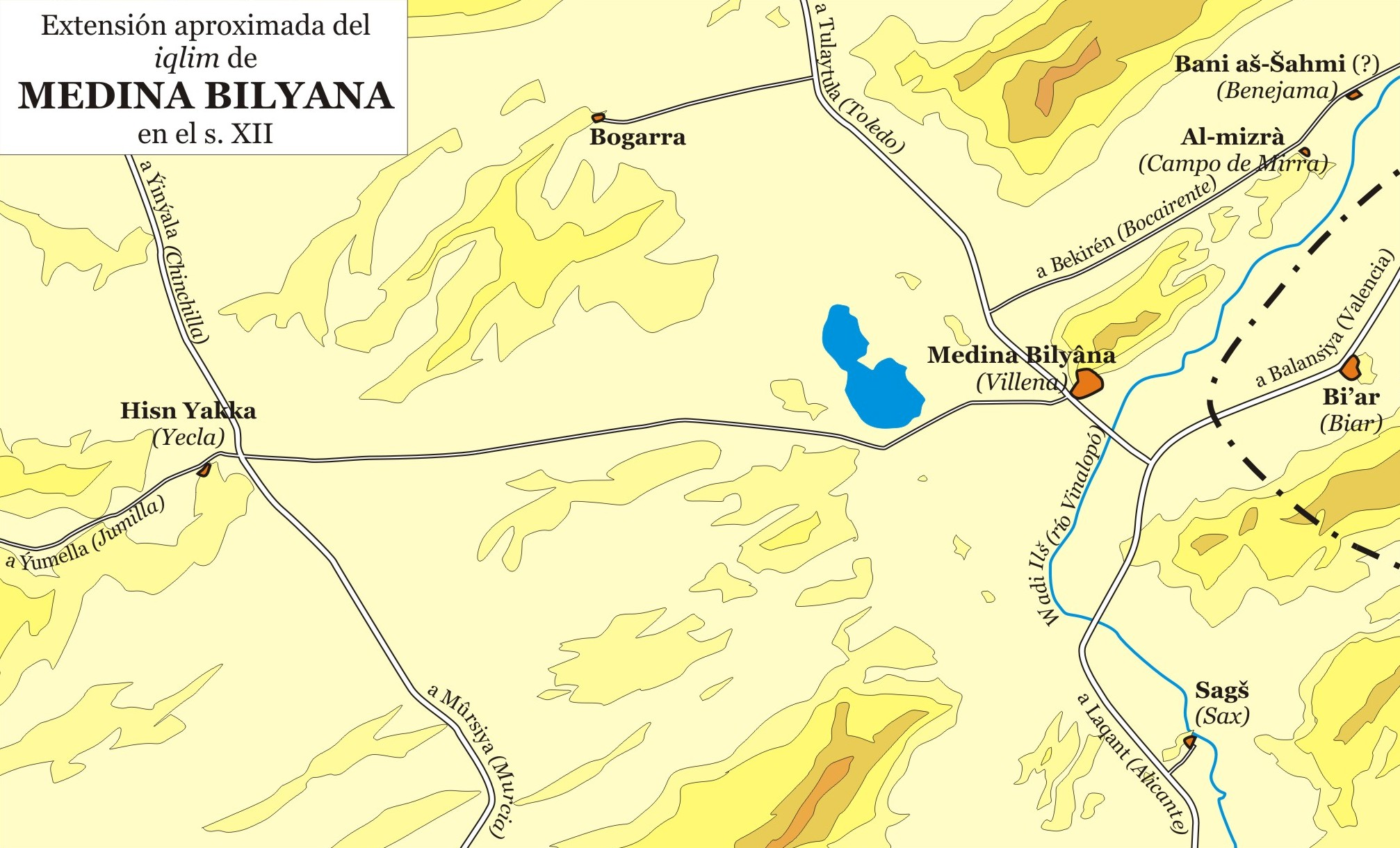
Extensión aproximada del iqlim de Villena en el siglo XII.

El territorio de Teodomiro pasó a denominarse cora de Tudmir, y el pacto se respetó hasta los tiempos de Abderramán I, cuya política centralizadora era incompatible con las exenciones de las que gozaban los cristianos sometidos. Con el pretexto de que hubieran colaborado en el alzamiento de al-Siqlabi, se sometió a la población a medidas disciplinarias y finalmente se rescindió el pacto unilateralmente. Desde el Pacto de Teodomiro hasta el siglo XI no aparece ninguna mención, ni supuesta ni fidedigna, a Villena en ninguna crónica árabe. Se sabe que la población de la zona se concentraba en pequeñas alquerías, la gran mayoría de las cuales estaban dotadas de al menos una torre. Así, en el partido de Villena se han identificado dos fortalezas que dependerían de la población del llano: el castillo de Salvatierra, construido sobre el antiguo poblado ibérico, cuyas cisternas reutilizó; y el del Castellar, del que en la actualidad solo quedan restos de muralla, y que entra en la categoría de los husun de disidencia levantados sobre el siglo X en toda la cora. Nuevos centros habitados aparecen a partir del siglo XI, dado el aumento de población generalizado en todo al-Ándalus y no cabe desestimar que fuera en aquella época cuando apareciera el núcleo de Villena en su emplazamiento actual. Según la Historia Roderici, en Villena citó Alfonso VI al Cid para que le apoyara en la conquista de Aledo del año 1088, aunque esta narración guarda varias incoherencias y el hecho en sí está discutido, ya que es probable que el Cid nunca saliera de Onteniente, donde estaba acampado.
Según el historiador Ibn Sahib al-Salá, el domingo 13 de agosto de 1172 el califa Yusuf I acampó en el castillo de Villena, camino de Huete a Murcia. Debido a lo escarpado del castillo de Salvatierra, que con total seguridad existía entonces, pero era poco apto para que acampara un ejército, José María Soler supone que ésta es la primera mención al castillo de la Atalaya, hecho bastante plausible si tenemos en cuenta que las bóvedas de las dos plantas inferiores de la torre del homenaje son de clara tradición almohade. De entre las circunscripciones menores llamadas aqalim (singular iqlim), se sabe que al menos desde el siglo XII Villena fue cabeza de una de ellas, no apareciendo como tal en las crónicas anteriores, lo cual, para algunos autores, indica que Villena se convierte en un núcleo de importancia a partir de esta fecha. Este iqlim ejercería su jurisdicción sobre Hisn Yakka (Yecla), Bogarra (Caudete), Benejama y Sax. Durante el periodo de taifas parece que Villena perteneció en determinados momentos al reino de Denia, aunque no hay documentos que lo especifiquen con seguridad.
Ibn Said al Maghribi en Al-Mugrib fī ḥulā al-Magrib nos presenta a Villena como una ciudad, cuyo aspecto general antes de la conquista cristiana debió ser imponente, como se extrae del siguiente fragmento: 

"Acerca de los adornos de la ciudad de Villena: Ciudad bella de aspecto, poseedora de agua y de jardines, en el norte de Murcia".

 Además, se sabe de la existencia de una madraza de la que fue profesor de retórica el jiennense Mohamad ben Ahmad ben Hassan alrededor del año 1200 al huir de la persecución de los Almorávides.
En el área urbana destacarían los castillos de la Atalaya y Salvatierra y la mezquita, probablemente situada donde hoy día se halla la iglesia de Santa María. Se han localizado dos cementerios musulmanes en la ciudad: uno, llamado de la Losilla, se halla en las cercanías de la que fue la Puerta de Biar, en el punto donde se bifurcaban los caminos que partían para Alcoy y Alicante respectivamente; el otro, llamado de la Puerta de Almansa, se halla en las inmediaciones de donde estuvo situada dicha puerta, en el camino que partía hacia Ocaña y Toledo.

### Conquista cristiana

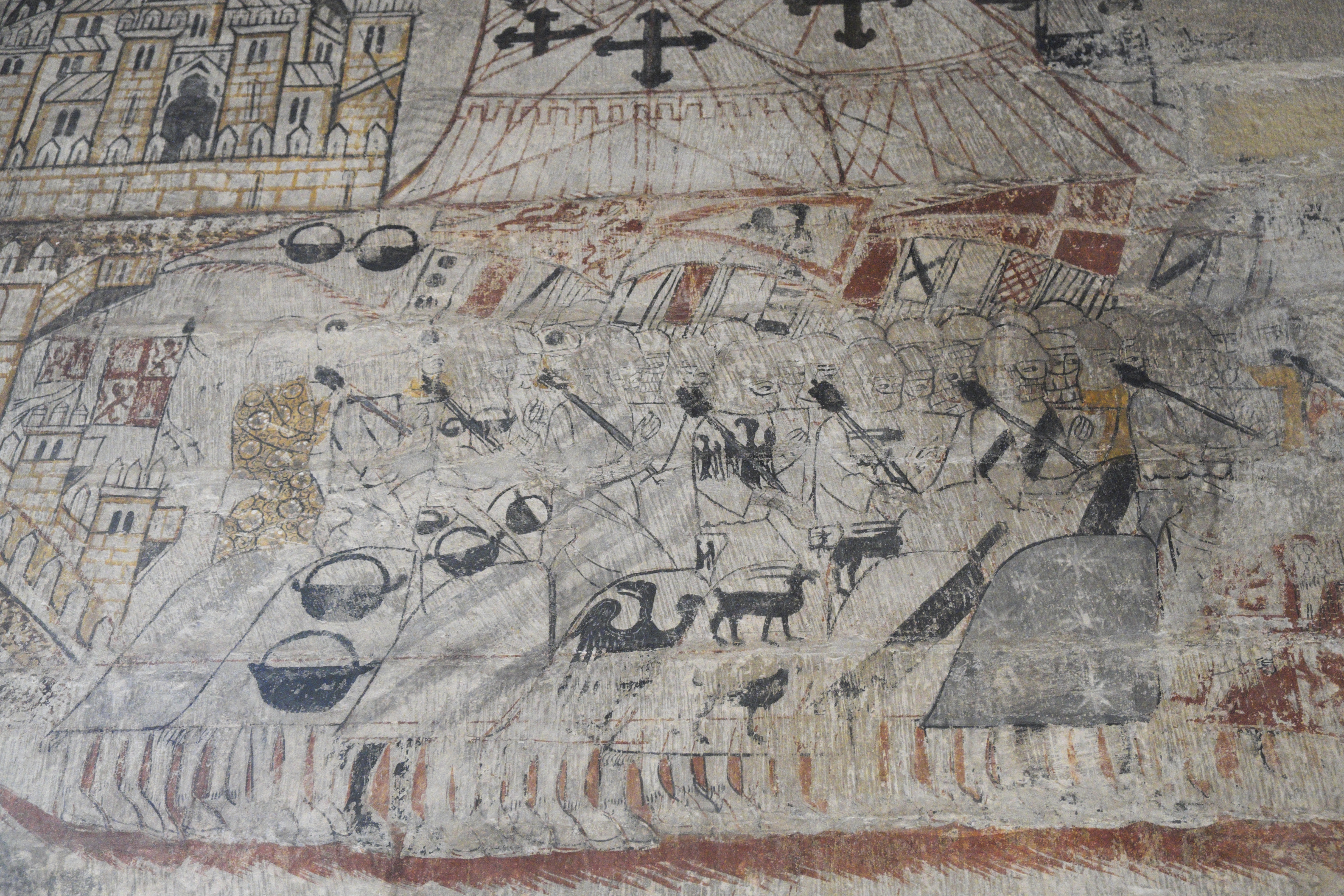
Conquista cristiana de Villena por los caballeros de Calatrava. (Pintura mural del castillo de Alcañiz).

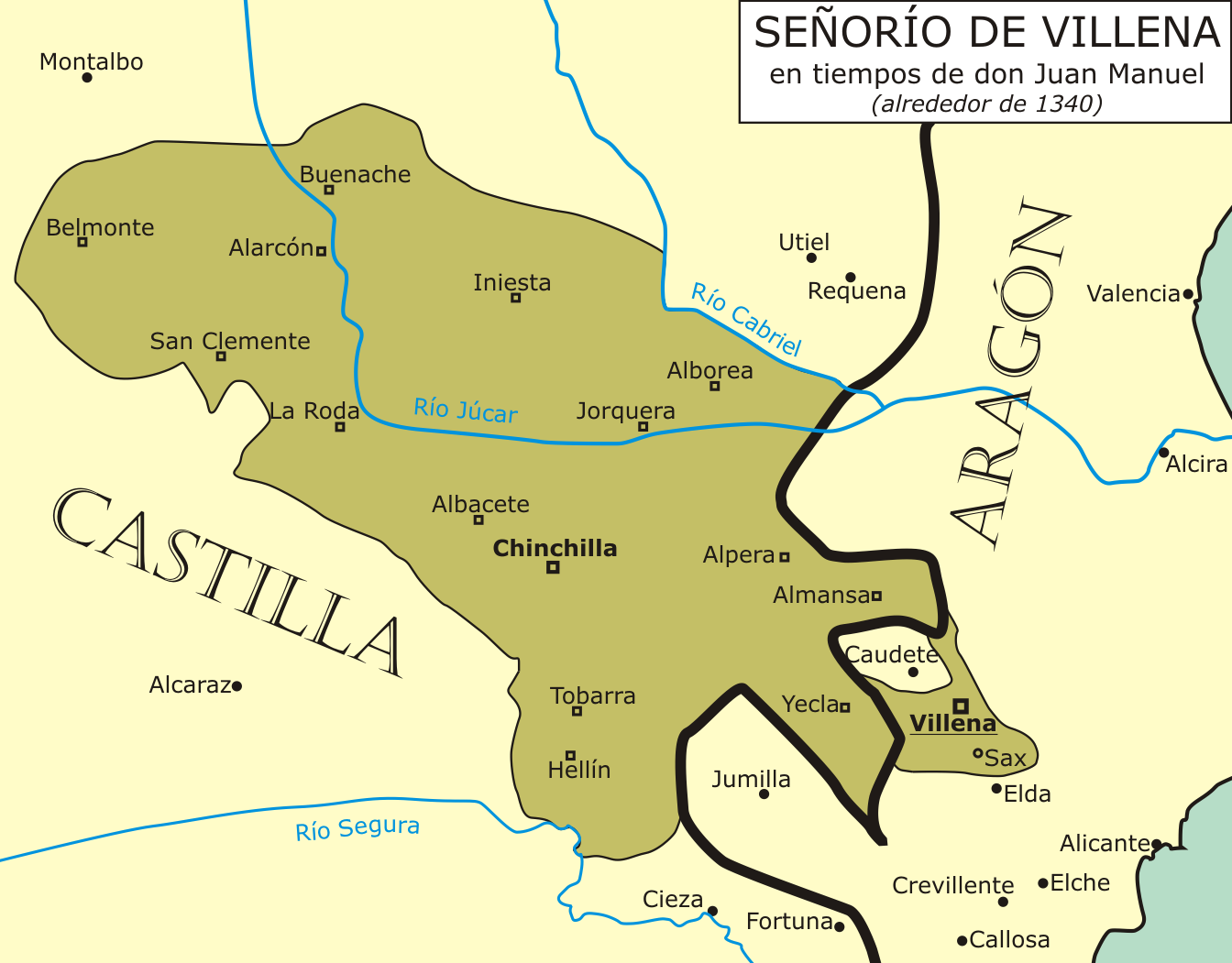
Extensión del Señorío de Villena en tiempos de don Juan Manuel, alrededor de 1340.

Si bien ya el Cid estuvo sobre el año 1086 en la zona de Villena, el primer intento serio de conquista por parte de los cristianos fue en 1238, cuando Ramón Folc y Artal de Alagón saquearon la ciudad, aunque no consiguieron tomarla. A finales de 1239, el infante Fernando de Aragón intentó tomar la ciudad con ayuda de una catapulta, pero los defensores consiguieron destruirla y las tropas se retiraron. La conquista definitiva tuvo lugar en 1240, a manos de un ejército formado por los caballeros de la orden de Calatrava junto con mercenarios almogávares, al mando de Ruy Pérez Ponce de León, comendador de Alcañiz, en nombre de Jaime I y de la Corona de Aragón. Así pues, se incumplieron pactos anteriores que dejaban a la órbita castellana esta plaza. El tratado de Almizra en 1244 la devolvió a Castilla, y fijó la frontera entre Castilla y Aragón. Fue entre 1252, año de la muerte de Fernando III y 1256, cuando se crea el señorío de Villena a favor de Manuel de Castilla, hermano menor de Alfonso el Sabio y yerno de Jaime I.
Más tarde, en 1264, Castilla necesitó de nuevo la ayuda de Aragón para sofocar una sublevación morisca promovida por el rey granadino Alhamar, que tuvo gran éxito en la región ya que los repobladores cristianos preferían asentarse en otras tierras, sobre todo de Andalucía, más fértil y donde había más posibilidades de medrar. De retomar Villena se encargó Jaime I, que rindió la ciudad pacíficamente para don Manuel, pactando con los sublevados. Queda constancia de que don Manuel poseyó el señorío de Villena en manera de rey, y que levantaba mesnadas, imponía tributos, daba fueros y privilegios y se reservaba el derecho de nombrar escribanos, jurados y oficiales. En 1270 otorgó a los vecinos y moradores de Villena el fuero y privilegio de Murcia y Elche, que era copia casi literal del que se había otorgado a Sevilla, y concedía, entre otros, derecho a dos jueces, enseña y pendón, honras y franquezas para los caballeros, exención del pago de portazgo, etc. En 1276 se otorgó el fuero de Lorca, que fue ratificado en diversas ocasiones posteriores. Estos otorgamientos dan fe del fuerte interés del señor de Villena en repoblar la zona, que debido a la revuelta mudéjar en particular, pero de manera más general a las condiciones casi serviles a las que los musulmanes se veían sometidos, había quedado casi despoblada. Así, una zona que durante el dominio musulmán había estado conformada por centros comarcales (el iqlim de medina Bilyāna) con control sobre otros castillos (husun) y numerosas alquerías quedó sustituido por comarcas vacías, tierras abandonadas y pequeños núcleos de población en torno a castillos, que tanto don Manuel como sus sucesores se esforzaron en repoblar.
A la muerte de don Manuel, el señorío lo heredó su hijo, don Juan Manuel, segundo señor, príncipe y primer duque de Villena. Este contrajo matrimonio en 1299 con doña Isabel de Mallorca, que falleció en 1301 sin dejarle descendencia, y en 1309 con Constanza, hija del rey Jaime II de Aragón. Al realizarse las nupcias antes de que la infanta hubiera cumplido los doce años, se acordó que esta quedara recluida en el castillo de la Atalaya hasta que cumpliese dicha edad, hecho que ha sido recordado hasta la actualidad en el imaginario popular. El matrimonio oficial se celebró en Játiva en 1312.

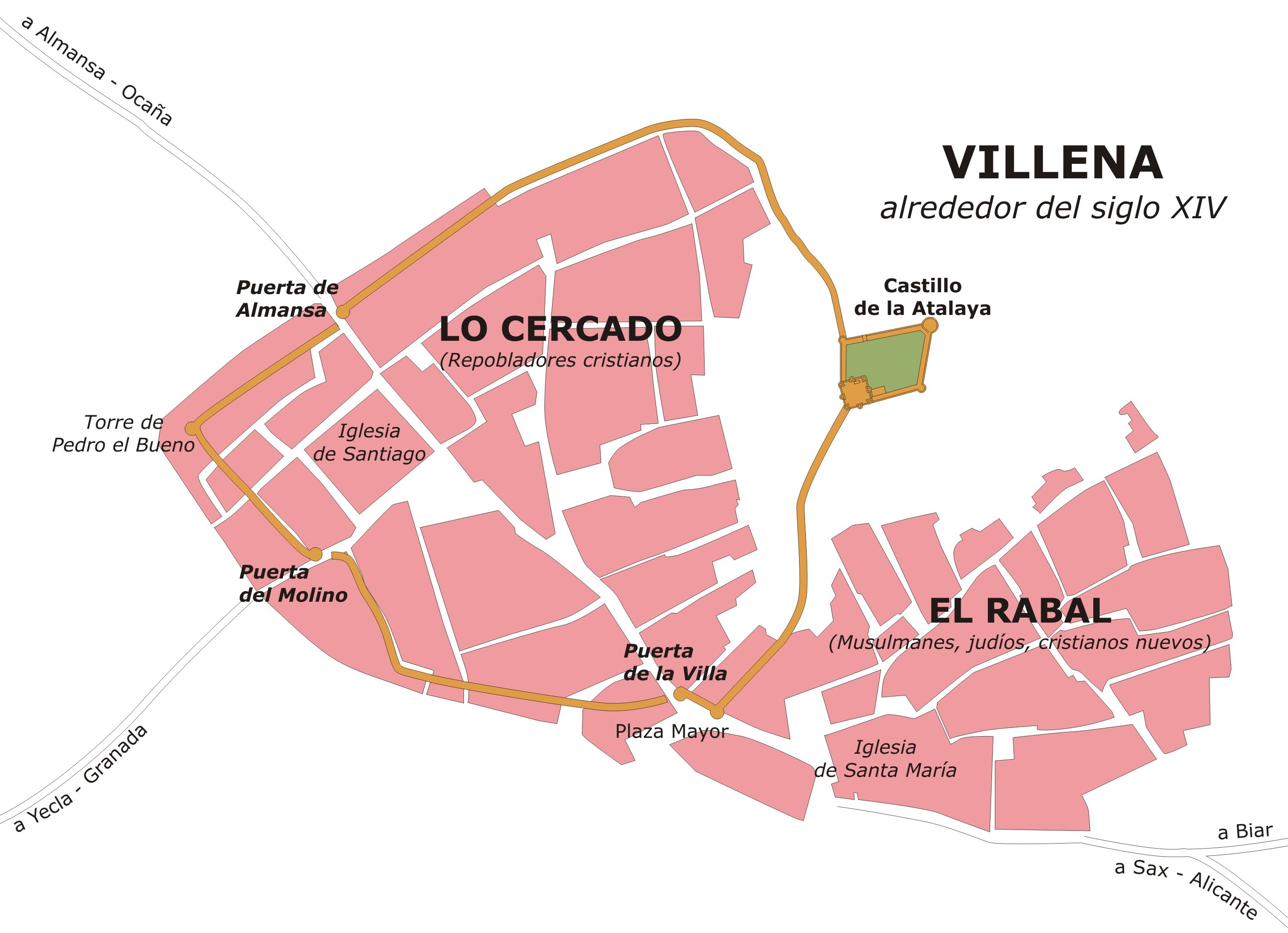
Reconstrucción hipotética de la planta de Villena alrededor del siglo XIV.

Los nuevos pobladores cristianos que fueron llegando a Villena desde el momento de la conquista cristiana se establecieron alrededor de la actual iglesia de Santiago, como demuestra el tipo de urbanismo ortogonal con las calles dispuestas en posición radial formando manzanas regulares con una parcelación clásicamente medieval. El centro de la ciudad se trasladó a esta área, que posteriormente se amuralló por orden de don Juan Manuel, según se desprende de esta carta dirigida en 1308 a Jaime II:

Sennor: vi vuestra carta de creençia que me embiastes con Bernalt Genebret vuestro portero, et entendí lo que dixo por la dicha creença. Et a lo que me embiaste mandar que fasa labrar el castiello daquí de Villena, sennor, sabet que donna Saurina et yo avemos puesto recabdo en ello que se labre, según el dicho de Bernat Ginebret vos dirá. Et como quier, sennor, que yo la villa daquí de Villena mando çercar, sabet que no fincará la labor del castiello por ello, ca tengo que todo es más guarda del castiello. Et pues, sennor, vuestra merçed fue de me enviar esto mandar, pido vos por merçed, si lo faser podedes, que un maestro que me dixieron que está preso en Valençia, [...] que lo envasedes aquí unos tres meses o quatro. [...] Dada en Villena, dies et seys dias de março. Era de mill e trescientos e quarenta e seys annos. Yo, Alfonso Pérez, la fis escrivir.

Así pues, el antiguo núcleo árabe se convirtió en un arrabal del nuevo núcleo amurallado cristiano (de ahí el nombre de Rabal que sigue teniendo hoy día) y allí se concentró la población musulmana, judía y de cristianos nuevos. El eje entre los dos espacios de población sería la plaza Mayor, en la cual se celebrarían los mercados, en cuyas inmediaciones se hallaba el pósito y donde se celebraban los concejos, al pie de una torre de la llamada Puerta de la Villa, que posteriormente sería conocida como torre del Orejón.
De los censos parciales realizados entre la década de 1330 y la de 1380 se extrae que al menos el 88 % de los apellidos eran de ascendencia castellana, siendo el resto de origen catalán, hebreo, musulmán y francés. La importancia económica que fue cobrando la villa queda patente en el hecho de que ya desde 1305 contara con su propia feria.
El señorío pasó a ser principado en 1333 por privilegio de Alfonso IV de Aragón a favor de don Juan Manuel y posteriormente Ducado, ya que Pedro IV de Aragón otorgó, también a don Juan Manuel, el título de duque en 1336. Fue de las terceras nupcias de don Juan Manuel, con Blanca Núñez de Lara, que le nació un heredero varón, Fernando Manuel.
El ducado pasó posteriormente a marquesado, el más antiguo de la Corona de Castilla, pasando en 1371 a estar bajo el dominio de Alfonso de Aragón el Viejo. Se extendía por parte de las actuales provincias de Almería, Murcia, Albacete, Alicante, Valencia y Cuenca, y comprendía veintitrés localidades.

## Edad Moderna
A lo largo del siglo XIV comienza un periodo de prosperidad económica que hará que la ciudad ascienda en la escala de títulos otorgadas a sus señores y ciudadanos. Primero obtuvo, de mano de los Manueles el título de villa, en fecha incierta. En 1476 la población se levantó contra el marqués don Diego López Pacheco, alentada por los Reyes Católicos, y en 1480 pasó a depender directamente del realengo y a disfrutar de distintos privilegios. No obstante, el término geográfico marquesado de Villena siguió utilizándose para denominar esta región, dentro del antiguo Reino de Murcia, al menos hasta el siglo XVII. Del estado de la ciudad y su área circundante en 1517 da testimonio conciso, pero de gran interés Fernando Colón: 

Villena es villa de quinientos vecinos e está en llano al pie de una gran syerra de peña e tiene una buena fortaleça y es cabeza del marquesado de Villena e está al pie de una syerra de peñas e tiene una buena vega de regadío la qual se riega de una fuente que nace en la plaça, que sale agua para dos muelas juntas, e dicha fuente, junto con la villa, e es frontera del moxón del Reyno de Valencia, ques a media legua [...].

El emperador Carlos V, le concedió el título de "ciudad" en 1525. La importancia de este nombramiento queda demostrada por el hecho de que en 1844, 319 años después de este, solo existían en España 152 ciudades, y en la actual provincia de Alicante, lo eran únicamente Denia, Jijona, Orihuela y Villena. Los párrafos esenciales de dicha cédula narran lo siguiente:

Por quanto la villa de Villena y los vezinos y moradores della han sydo sienpre muy leales a nuestra corona real y servido a los reyes nuestros progenitores como buenos e fieles subdictos lo devian hazer, y espeçialmente a los Reyes Catholicos nuestros abuelos y sennores que ayan sancta gloria en la conquista del reyno de Granada y en otras cosas que se les ofresçieron; y continuando la dicha su fidilida y lealtad y lo que en seruiçio de nuestra corona real syenpre hizieron, estovieron y se mostraron en nuestro seruiçio en tienpo de las alteraçiones pasadas de comunidad que ovo en estos nuestros reynos, como muy buenos y leales subdictos y vasallos nuestros, e nos siruieron en la reduçion de la çibdades de Orihuela e Alicante e Xativa e Alzira, que son en el reyno de Valencia, que estavan reveladas contra nuestro seruiçio, en lo qual murieron algunos vezinos dela dicha villa. Y porque es cosa convenible e justa que los reyes e prinçipes hagan merçedes y ennoblezcan sus villas y vasallos que con lealtad les sirven, para que a enxenplo dellos otros se esfuerçen y animen a hazer lo mismo, por ende, acatando todo lo suso dicho, y porque de la lealtad e fidilidad que la dicha villa de Villena ha tenido syenpre y tiene a nuestra corona real aya y quede memoria y por razon della sea mas ennoblecida, por la presente yntitulamos y es nuestra merçed e voluntad que agora e de aqui en adelante pra syenpre jamas se yntitule e llame çibdad.

Comienza un período de cierta estabilidad política, aunque roto ocasionalmente por el eterno conflicto territorial de los Alhorines, esta vez defendiendo su término frente a Caudete. Durante la Guerra de Sucesión entre Austrias y Borbones, Villena apoyó a estos últimos en la figura de Felipe V, manteniendo su fidelidad incluso cuando muchas ciudades de la antigua Corona de Aragón cambiaron de bando y sirviendo el castillo de la Atalaya como importante plaza de armas para resistir el sitio del grueso del ejército austricista, lo que fue clave para la victoria de Felipe V en la famosa batalla de Almansa en 1707. Esto le hizo ganar el título de: "Muy noble, muy leal y fidelísima", que hoy figura en su escudo. Este último rey, además, terminó con la condición de fronteriza que había tenido Villena desde época musulmana al abolir las aduanas y puertos secos durante el primer tercio del siglo XVIII.

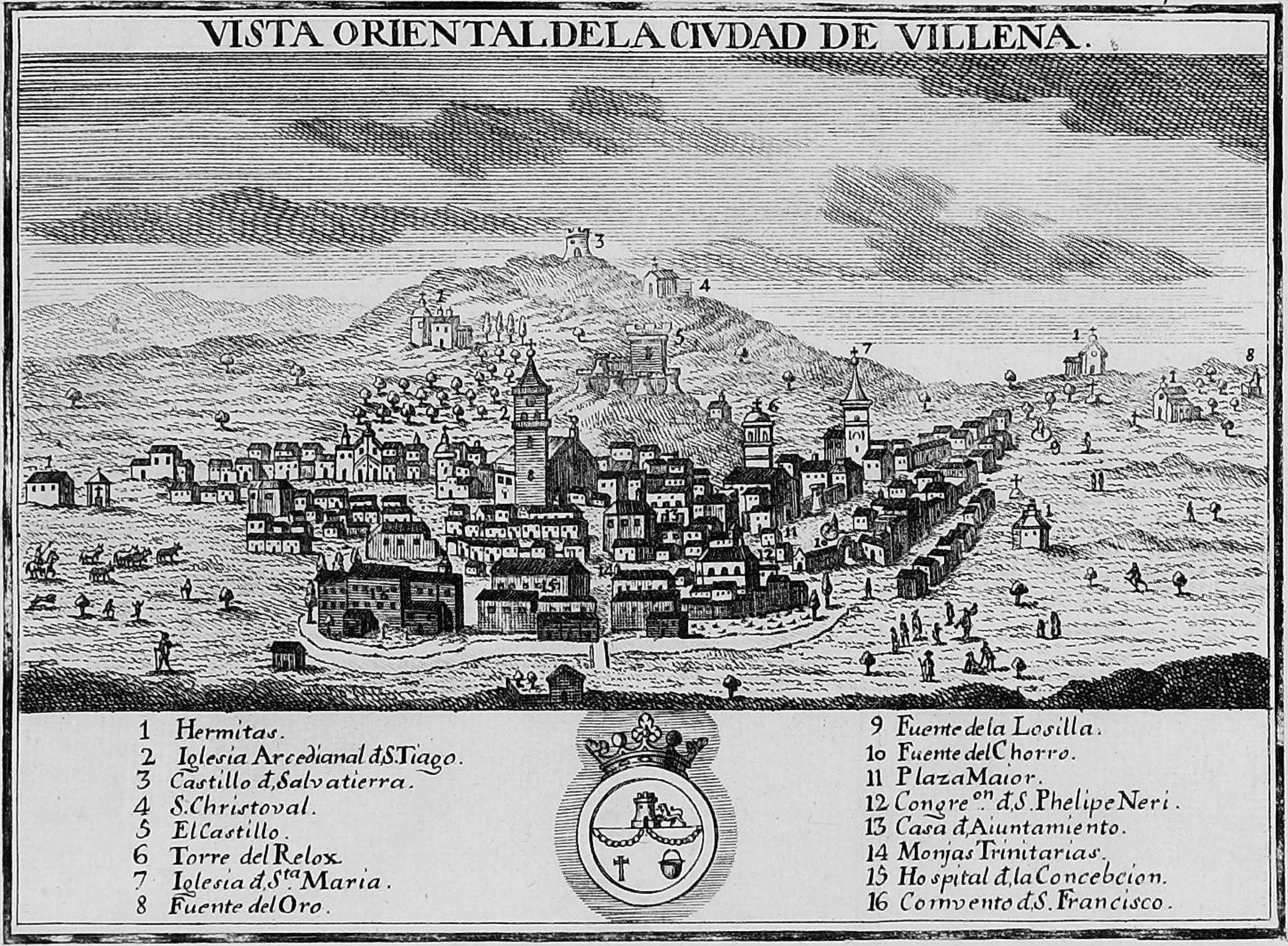
"Vista Oriental de la Civdad de Villena", grabado de Juan Fernando Palomino, publicado en 1778 para ilustrar el Altlante español de Bernardo Espinalt.

Para finales del siglo XVIII Villena era una ciudad abierta, ya sin apenas rastro de las murallas medievales. Bernardo Espinalt, geógrafo español, nos la describe así en su Atlante español:

La antigua ciudad de Villena está situada en una espaciosa campiña, [...] à catorce leguas de Murcia, su Capital. Es Ciudad abierta; y aunque en lo antiguo tenia tres Puertas, en el dia se puede entrar por muchas partes, por estár caídas las Murallas; pero se conserva una, llamada de la Villa, sobre la que está colocada la Torre del Relox: no consta quien la fundó; solo sí, que los Romanos la llamaron Arbacala. Se conoce ser muy antigua por la Arquitectura del Castillo, que aún se conserva en lo mas alto de una Sierra intrincada, que era Atalaya en tiempo de los Moros. [...] Tiene quatro Plazas, catorce Calles principales, diversas Callejuelas, y dos mil Vecinos, dividos en dos Parroquias. [...] [Tiene] otro Convento de Agustinos Calzados de la Provincia de Andalucía, que está distante una lengua de la Ciudad, en donde hay colocada una Imagen de nuestra Señora de las Virtudes, Patrona de esta Ciudad; un buen Hospital, y doce Hermitas, y varios Paseos: se celebra en ella una Feria cada año el dia 21 de Septiembre, que dura hasta el 4 de Octubre, por Privilegio concedido por el Señor Rey Felipe Quinto; también celebra Mercado franco todos los Jueves de año. Las Casas de Ayuntamiento, y la fachada de la Iglesia de Santiago son magnificas. Hay dentro de la Ciudad varias fuentes, y entre otras, la del Chorro, la de la Escuela, y la del Maestro, cuya agua pasa por debajo de un Puente, que es el paso del camino carretero de Madrid, Valencia, Cataluña, Aragón, Alicante y las Andalucías. [...] En una gran laguna inmediata están las Salinas Reales. Abunda en Trigo, Vino, y Cañamo: tiene deliciosas Huertas, y sabrosas frutas; pero es poco el Aceyte, y Seda que se coge en ella [...].

## sigloXIX

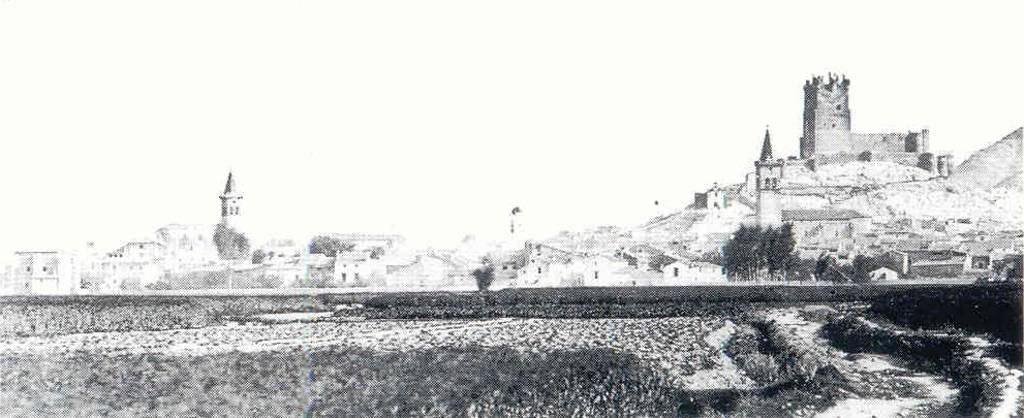
Vista general de 1858. De derecha a derecha destacan la Torre de Santiago, la del Orejón, la de Santa María y el Castillo de la Atalaya.

En 1803 se ordenó desecar la laguna de Villena, considerándose posteriormente una gran catástrofe medioambiental para toda la región. En Villena se utilizó el riesgo de padecer fiebres tercianas y la ampliación de 1704 Ha. de tierra cultivable para persuadir y coaccionar a la población del beneficio de la desecación. A cambio otras ciudades, en especial Elche, veían aumentados sus recursos hídricos para el riego de sus palmerales y cultivos, así como también la corona real, incrementaba sus arcas con los diezmos de los nuevos colonos en las tierras de la demarcación de la laguna, una corona aún más en decadencia tras el auge y amenaza de Napoleón Bonaparte frente a las monarquías absolutas, y que entró en quiebra económica tras dejar de recibir oro y plata de las Américas. Para la desecación se construyó la acequia del Rey, obra de Juan de Villanueva y que todavía en la actualidad sigue desaguando la cuenca endorreica de la antigua laguna.
Durante la Guerra de la Independencia, Villena fue tomada por el mariscal Suchet, de las tropas napoleónicas. Para provocar la rendición de las escasas fuerzas que defendían el castillo de la Atalaya, en 1811 Suchet lo bombardeó desde el exterior y, al tomar la fortaleza, hizo volar parcialmente las bóvedas almohades de la torre del homenaje, a fin de dejarlo inservible para apostar una guarnición.
En 1836, tras haber pertenecido previamente a las provincias de Murcia y Albacete, se incorporó definitivamente a la de Alicante. La ciudad se introdujo en el camino del desarrollo con el paso, en 1858, del ferrocarril que unía Alicante y Madrid y en 1884 con el trazado que la conectaba con Cieza y Alcoy (VAY), creciendo con el signo de los tiempos.
En verano de 1888 se derribó por insegura, aunque con una considerable oposición popular, la torre del Orejón, que había sido todo un símbolo de la ciudad desde hacía varios siglos. Con el derribo, se eliminó el último lienzo de muralla que quedaba en la ciudad y se ensanchó la calle Mayor, una de las principales arterias de la ciudad en aquellos años.

## SiglosXXyXXI

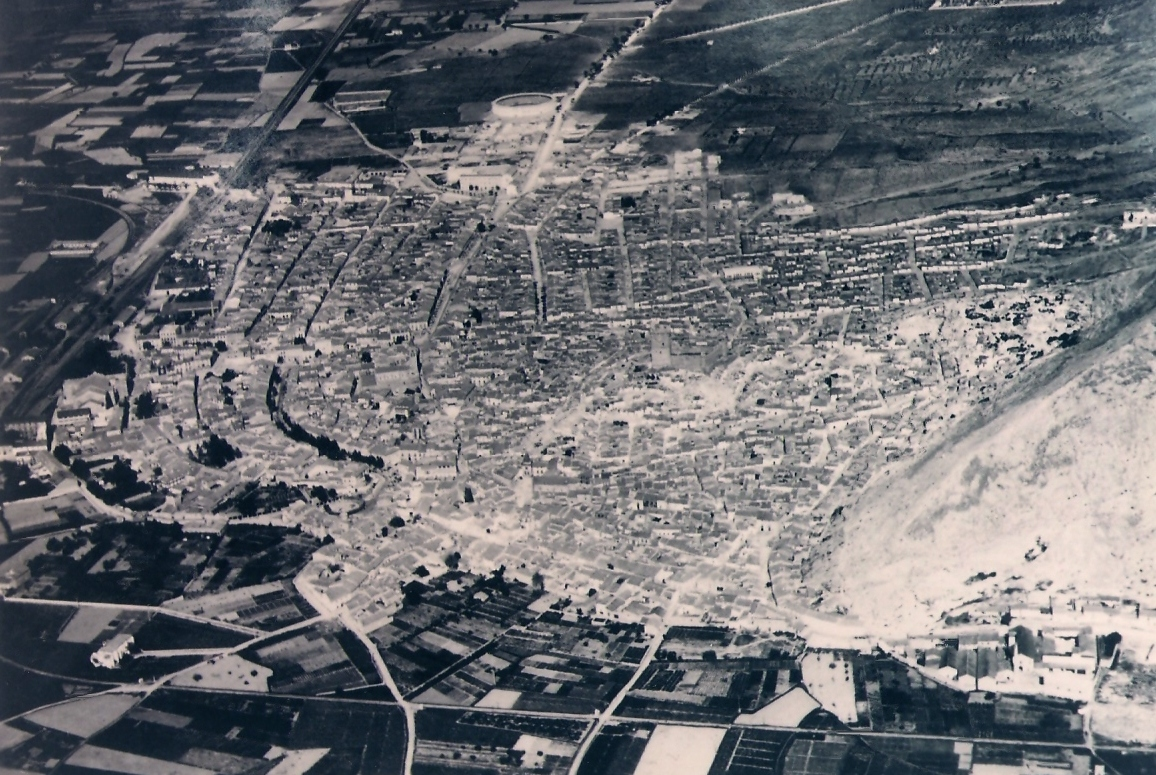
Vista aérea de Villena en 1933

La Villena de principios del siglo XX nos la describe Azorín de la siguiente manera en su obra Antonio Azorín de 1903:

"Sarrió y Azorín han ido a Villena. Esta es una ciudad, vetusta, pero clara, limpia, riente. Tiene callejuelas tortuosas que reptan monte arriba; tiene vías anchas sombreadas por plátanos; tiene viejas casas de piedra con escudos y balcones voladizos; tiene una iglesia con filigranas del Renacimiento, con una soberbia reja dorada, con una torre puntiaguda; tiene una plaza donde hay un hondo estanque de aguas diáfanas que las mujeres bajan por una ancha gradería a coger en sus cántaros; tiene un castillo que aún conserva la torre del homenaje, y en cuyos salones Don Diego Pacheco, gran protector de los moriscos, vería ondular el cuerpo serpentino de las troteras".

Desde principios de siglo el elemento asalariado y jornalero adquirió un fuerte peso que condujo a una importante difusión del anarquismo y del socialismo, como demuestra lo sucedido durante la huelga general de 1917, cuando los obreros arrancaron las vías férreas y cortaron las comunicaciones telegráficas y telefónicas así como el suministro eléctrico, lo que llevó a enfrentamientos con la guardia civil y acabó produciendo muertos y heridos.

### Guerra civil

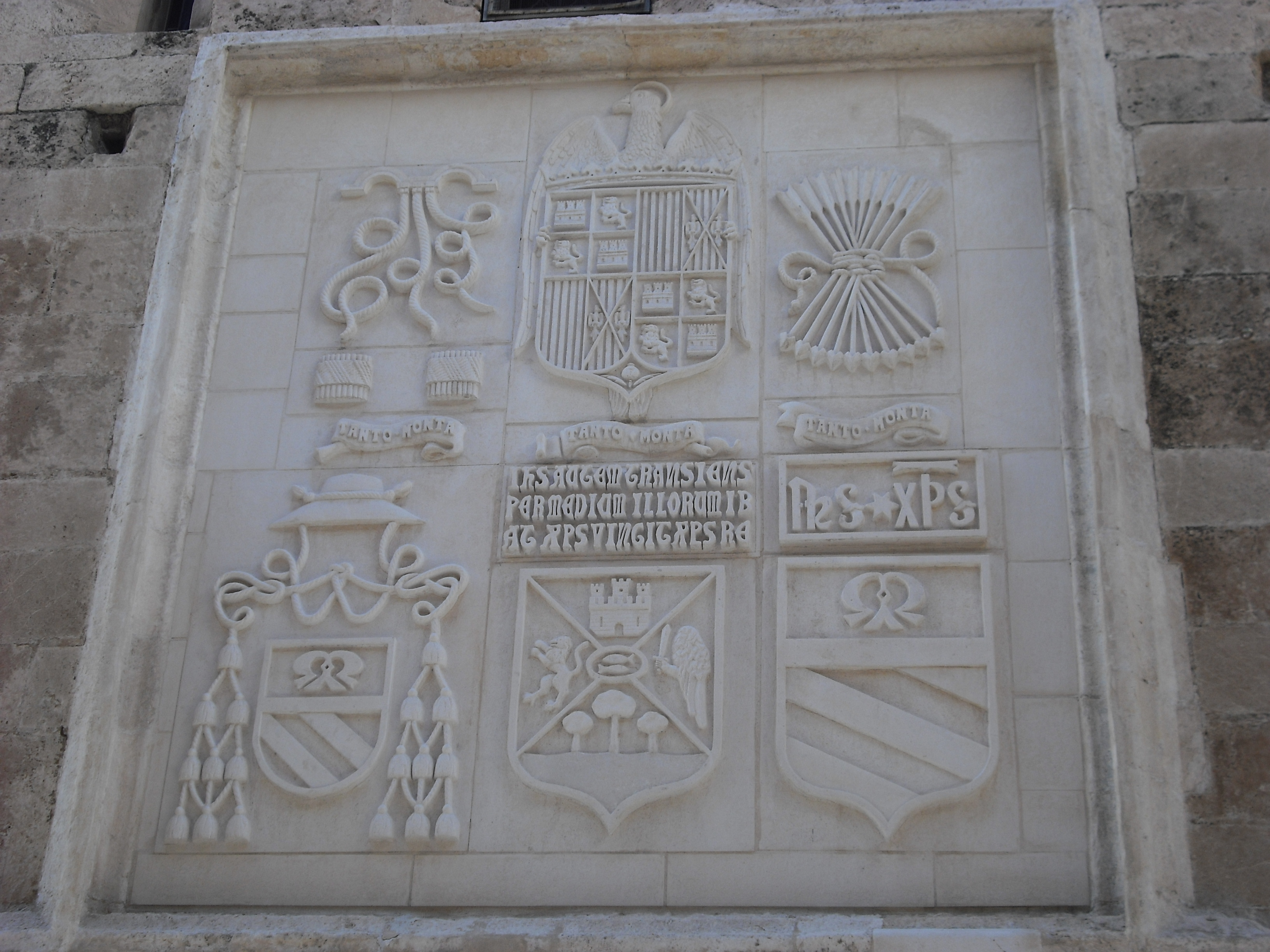
Escudos de la fachada este de la Iglesia de Santiago, destruidos durante la guerra civil y restaurados en 2007.

Al inicio de la guerra civil y dado el éxito de la sublevación en Albacete, las autoridades alicantinas enviaron fuerzas de seguridad a Villena y Almansa para impedir que se extendiera la rebelión a estas ciudades y se dificultaran las conexiones con Madrid. Los primeros días de la contienda reinó el caos en la población, produciéndose así los mayores destrozos. La iglesia de Santiago fue quemada, se destruyó su verja de hierro repujado y se picaron unos escudos de la fachada este, dado que incluían las armas de los Reyes Católicos, acompañadas del yugo y las flechas. La iglesia de Santa María perdió casi por completo sus bóvedas. También se incendiaron el convento de las Trinitarias, la iglesia del Santuario de Nuestra Señora de las Virtudes y las diversas ermitas y capillas de la población.

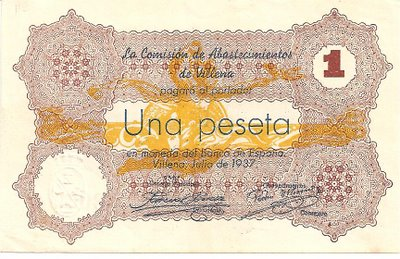
Billete de 1 peseta emitido en 1937 por la Comisión de Abastecimientos de Villena.

La ciudad fue bombardeada en diversas ocasiones, la primera de ellas el 19 de diciembre de 1936, que se saldó con dos muertos y dieciséis heridos. El objetivo principal de los bombardeos era cortar la conexión por ferrocarril entre Madrid y Alicante. Para estas fechas, ya había en la ciudad 800 refugiados y 200 hospitalizados, en el "hospital de sangre" que se instaló en las actuales dependencias del teatro Chapí. Este hospital llegó a tener 300 camas y se convirtió en un modelo de hospitales, tras varias ampliaciones y perfeccionamiento de los servicios.
El 22 de abril de 1937 se creó un organismo económico, el Consejo Regulador de Economía Socializada, integrado por elementos de la UGT y la CNT, que administraba la socialización de todos los bienes intervenidos en las diversas actividades productivas y de distribución. Dada la escasez de moneda fraccionaria, el ayuntamiento se vio obligado a emitirla. Entre el 28 de junio de 1937 hasta el final de la contienda se emitió papel moneda en valores de 50 céntimos, 1 Pts y 2 Pts, por un importe total de 126 250 pesetas. 
Desde principios de 1937, dentro de la reforma para eliminar referencias religiosas o monárquicas en los topónimos, se cambió el nombre de la Colonia de Santa Eulalia por "Colonia de Lina Odena" y el de Las Virtudes por "Villa Progreso". Para septiembre de 1937 la ciudad contaba con 2610 refugiados repartidos principalmente entre la ciudad y La Zafra. La comisión de Asistencia Social hizo grandes esfuerzos para dar trabajo a los adultos y escolarizar a los niños. A partir de julio de 1938 empezaron a construirse diferentes refugios repartidos por toda la ciudad, con capacidad para un total de unas 6000 personas. La cantidad de edificios ocupados para entonces por la Comandancia Militar y los Carabineros demuestran el ambiente de guerra que reinaba en Villena, pese a estar situada en la retaguardia.
Durante 1939 la crisis económica se recrudeció. Los abastecimientos se hicieron extremadamente difíciles, lo que provocó el aumento de la especulación y los acaparamientos hasta el punto de que se hizo necesario vender las naranjas, verduras y hortalizas solo a los habitantes de la ciudad, mediante carné. Además, se cortó gran parte del suministro eléctrico. La situación política de la ciudad, que había ido siendo cada vez más crítica, se convirtió en letárgica las semanas anteriores al fin de la contienda. El 29 de marzo de 1939 las tropas franquistas entraron en la ciudad, quedando finalizada la contienda.

### Dictadura
Finalizada la guerra civil, la situación de la ciudad era crítica, tanto económicamente por la falta de suministros como por la cantidad de infraestructura destruida que hubo que reconstruir lentamente. En la segunda mitad de los años 40 tuvieron lugar las obras de adoquinado y alcantarillado de las principales calles de la ciudad, incluyendo el adoquinado total de la llamada Puerta de Almansa (cruce de calles donde estuvo situada esta puerta) hasta la plaza María Auxiliadora. Además, en 1948 se levantó el monumento a Ruperto Chapí, obra de Navarro Santafé, y se iniciaron las obras de reparación de las bóvedas de la iglesia de Santa María, que habían quedado destruidas al principio de la guerra civil.
En 1954 se construyó el barrio de la Constancia, preludio de la gran explosión demográfica que tuvo lugar a partir de los años 60, debido a la llegada de inmigrantes, sobre todo de Castilla-La Mancha y Andalucía. Así pues, entre 1960 y 1970 la superficie urbana creció sobre un 20 % y la construcción de viviendas aumentó en un 650 %. En 1961 se construyó el barrio de San Francisco de Asís a fin de ofrecer viviendas a los sectores más castigados económicamente. Este hecho hizo que fuera llamado popularmente "Poblado de Absorción" y actualmente se le conozca como "El Poblao" (sic). La supresión del ferrocarril de vía estrecha de Cieza a Alcoy permitió a mediados de los sesenta el ensanche de Villena en dirección al sur.

### Democracia
El aumento de la población, así como el cada vez mayor parque móvil, provocó un gran aumento de tráfico en el centro de la ciudad, lo que provocó que en 1978 se excavara un túnel en la sierra de la Villa a fin de construir una variante a la carretera N-330, precursora de al actual autovía A-31, que circula por el mismo túnel. El 3 de agosto de 1979 se procedió al renombre de todas las calles con trasfondo franquista. Destaca el caso de barrio de la Constancia, donde todas las calles estaban dedicadas a personalidades franquistas y pasaron a estar dedicadas a escritores y pintores españoles como Pablo Picasso, Federico García Lorca o Juan Ramón Jiménez.
Uno de los principales problemas urbanísticos que se ha venido dando desde entonces es la compresión del casco urbano entre la línea del ferrocarril y la autovía, que ha hecho adoptar a la ciudad una forma alargada que provoca grandes problemas de tráfico en el centro de la ciudad. Esto ha producido que, al menos desde 1988, se haya hecho una propuesta de soterramiento de las vías, reclamación que sigue vigente en la actualidad.
El desarrollo actual de la ciudad ha propiciado una ciudad moderna dotada de una buena infraestructura cultural, como el teatro Chapí, los diferentes museos, el pabellón deportivo municipal, los diversos eventos culturales o la casa de la Cultura, donde está situada una de las tres bibliotecas de la ciudad, una sala para teatro y cine y varias salas de exposiciones. También, junto con la especialización de la economía ha crecido la infraestructura de servicios. La ciudad cuenta con dos polígonos industriales, "El Rubial" en las cercanías de la estación del ferrocarril y "Bulilla" en las de la autovía A-31,  así como con otras zonas industriales en los principales accesos de la ciudad.